# Flurbiprofen
Flurbiprofen este un membru al familiei de acid fenialcanoic, familie derivativă de medicamente antiinflamatoare nesteroidale (AINS), utilizate pentru a trata inflamația și durerea de artrită. Este cunoscut de către următoarele mărci comerciale: Ansaid, comercializat de Pfizer, și Froben, comercializat de Abbott. Flurbiprofen este, de asemenea, utilizat ca un ingredient activ în unele tipuri de pastile (tablete) pentru gât. 
Substanțele flurbiprofen, tarenflurbil (R-flurbiprofen), sunt în prezent în studiile clinice pentru tratamentul cancerului de prostată metastazat.

## Mod de acțiune
Inhibă sinteza de PG, antagonizează vasodilatația, leucocitoza și permeabilitatea vasculară. Mai mult de 99% se leagă de proteinele plasmatice, iar peste 70% este excretat prin urină.

## Indicații
Artrită reumatoidă, osteoartrită.

## Contraindicații
Nu se administrează la pacienții cu alergie la AINS.

## Mod de administrare
Doza de inițiere 300mg/zi în 2-3doze.